# Asociația Internațională a Studenților de Istorie

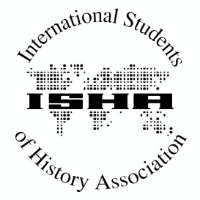

Asociația Internațională a Studenților de Istorie (numele oficial în engleză International Students of History Association -  ISHA) este o organizație neguvernamentală și internațională, creată cu scopul de a facilita comunicarea și schimburile între studenții de istorie din diferite țări. Este activă în principal în Europa, dar are sesiuni într-un număr mare de țări. ISHA a fost fondată la Budapesta în mai 1990, datorită activismului studenților locali care, odată cu căderea Cortinei de Fier, căutau modalități de a intra în contact cu studenții din Europa de Vest. În prezent, ISHA are aproximativ 25 de secțiuni active în 15 țări europene și o serie de secțiuni asociate. ISHA cooperează, de asemenea, cu alte asociații academice, precum European Students Union, European History Network  și European Association of History Educators - EUROCLIO.

## Activități
Pe parcursul anului universitar, ISHA organizează o serie de seminarii în secțiunile membre. Sunt organizate minim patru seminarii pe an, Seminarul de Anul Nou, Seminarul de primăvară în aprilie, Seminarul de vară în iulie și Seminarul anual în octombrie. Evenimentele durează de obicei de la cinci la șapte zile, alternând un program academic cu sesiuni administrative, în care Adunarea Generală votează chestiuni de interes. La Seminarul Anual sunt aleși Ofițerii pentru anul următor. 

## Carnival
Din 1999, ISHA a publicat propria revistă, Carnival, cu articole în limba engleză. Publicația este deschisă studenților de istorie și domenii conexe, membri și non-membri deopotrivă. 

## Structura
ISHA are o listă de funcționari care sunt aleși în fiecare an. Acestea includ Consiliul internațional, cu un președinte, unul sau doi vicepreședinți, un secretar și un trezorier. Pe lângă ei, există un webmaster, un arhivist (arhivele oficiale ISHA se află în Leuven, Belgia) și un redactor-șef pentru Carnaval, precum și un număr de membri ai Consiliului. Oficialii sunt aleși de Adunarea Generală, la care fiecare secție ISHA poate trimite un delegat. 